# Cathédrale Saint-Étienne de Shkodër
La cathédrale Saint-Étienne, également connue sous le nom de Grande église (en albanais : Katedralja e Shkodrës ou Kisha e Madhe), est une cathédrale de la ville de Shkodër, dans le nord-ouest de l'Albanie, consacrée sous le vocable de saint Étienne.
Durant le siège de Scutari (1912-1913) (en), la cathédrale fut endommagée par l'armée monténégrine, en particulier du côté sud-est, provoquant un incendie dans le clocher. La cathédrale fut désaffectée au culte en 1967 et rouverte en 1990.

## Histoire

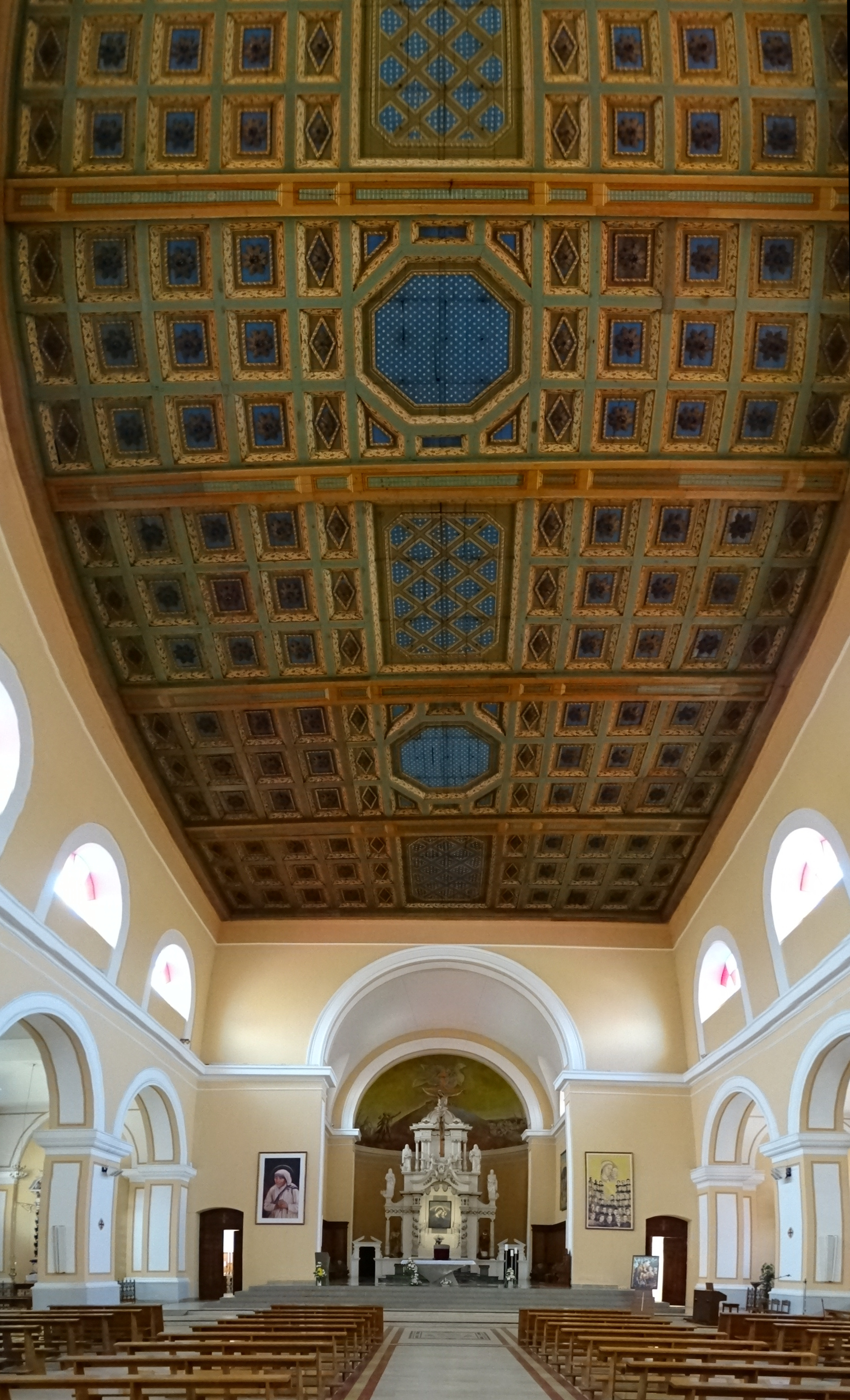
Intérieur et plafond à caisson.

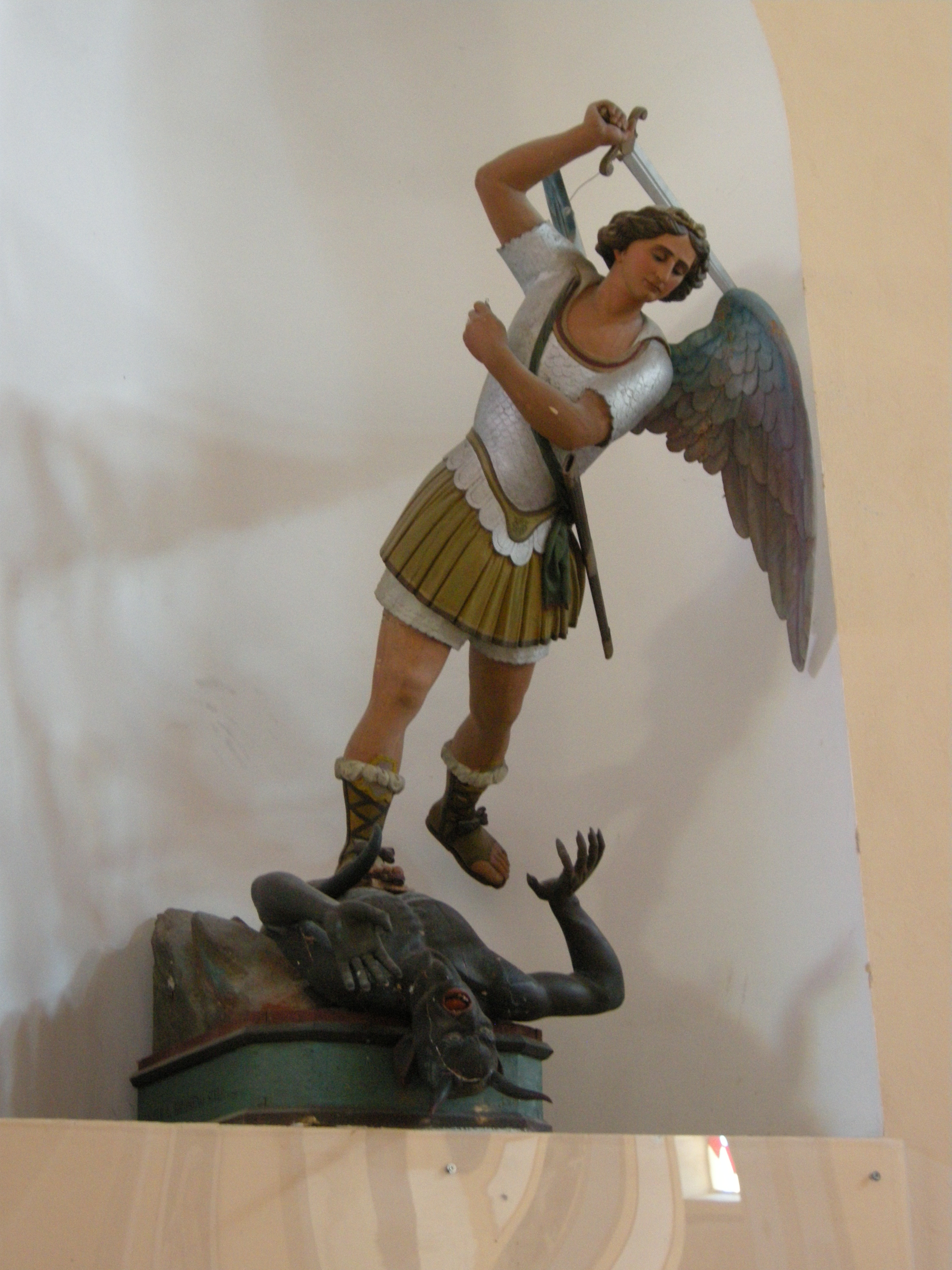
Statue de l'archange Michel autrefois exposée au musée de l'athéïsme

La cathédrale porte le titre de Saint-Étienne à la suite d'une première cathédrale, située dans les murs du château de Rozafa, transformée en mosquée après le siège de Shkodra de 1479. Marin Barleti, prêtre et écrivain albanais du XVIe siècle, mentionne l'ancienne église et dans son Historia de vita et gestis Scanderbegi Epirotarum principis (Histoire de la vie et des actes de Skanderbeg, le prince d'Épire).
Durant les trois premiers siècles de l’occupation ottomane, les évêques de la ville furent contraints de vivre hors de la ville. En 1762, 5 ans après la création du Sandjak de Scutari, l'évêque Pal Pjeter Kamsi fut enfin autorisé à résider à nouveau dans la ville. En 1851, sur la supplique des fidèles, le sultan Abdülmecid Ier promulgua un firman permettant l'érection d'une église. Les travaux furents lancés en 1858, et terminés en 1867.
En 1909, le peintre albanais Kolë Idromeno réalisa le plafond à caisson orné de peintures d'inspiration traditionnelles. Un tremblement de terre en 1905 et un bombardement le 12 mars 1913 lors du siège de Scutari endommagent le clocher et l'horloge. En 1967, la révolution culturelle menée par le régime d'Enver Hoxha causa la transformation de la cathédrale en Palais des Sports.
À la suite de la chute du rideau de fer, la cathédrale est rouverte au culte en 1990, et le 11 novembre de la même année, la première messe depuis 1967 y a été célébrée. 
En 1993, le pape Jean-Paul II consacre à nouveau l'édifice.

## Galerie

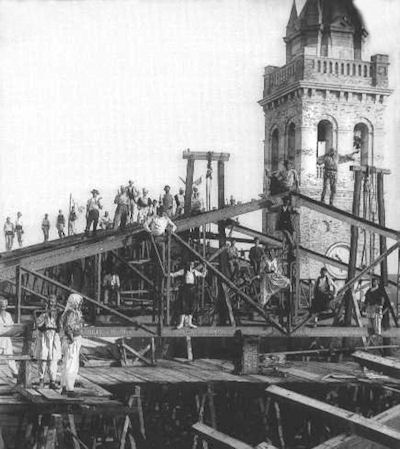
Construction de la cathédrale.
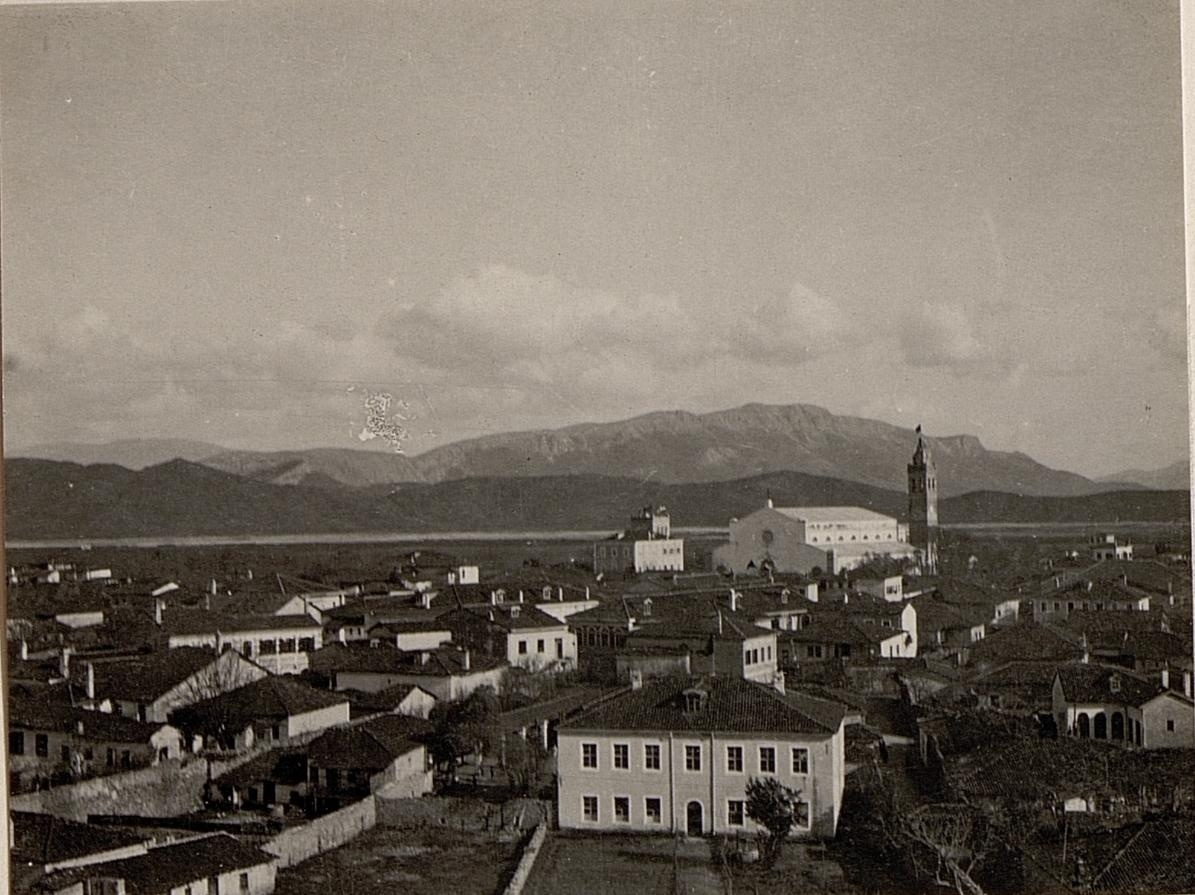
Panorama de Scutari, surplombé par la cathédrale (1916)
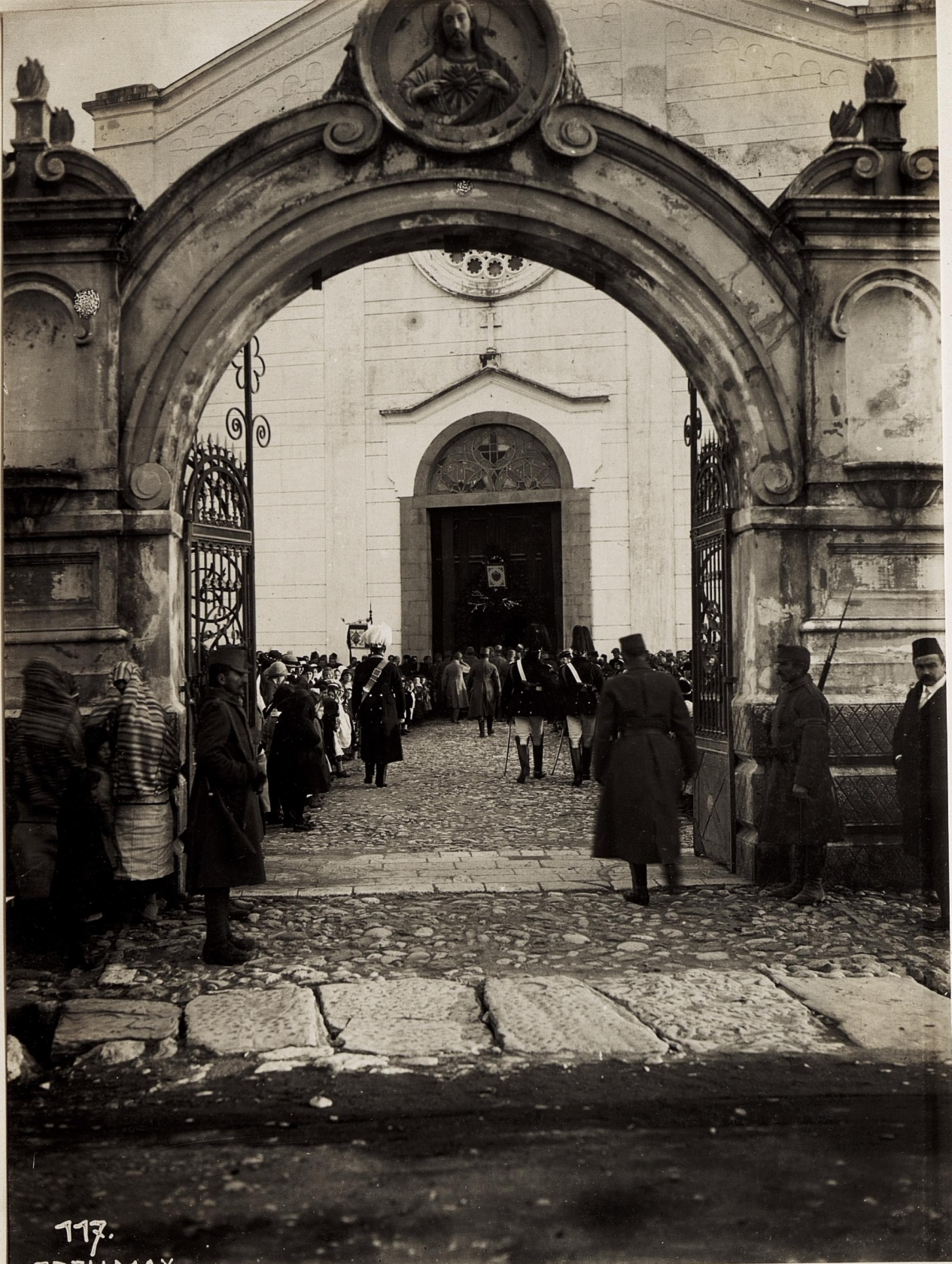
L'atrium, détruit par le régime communiste.
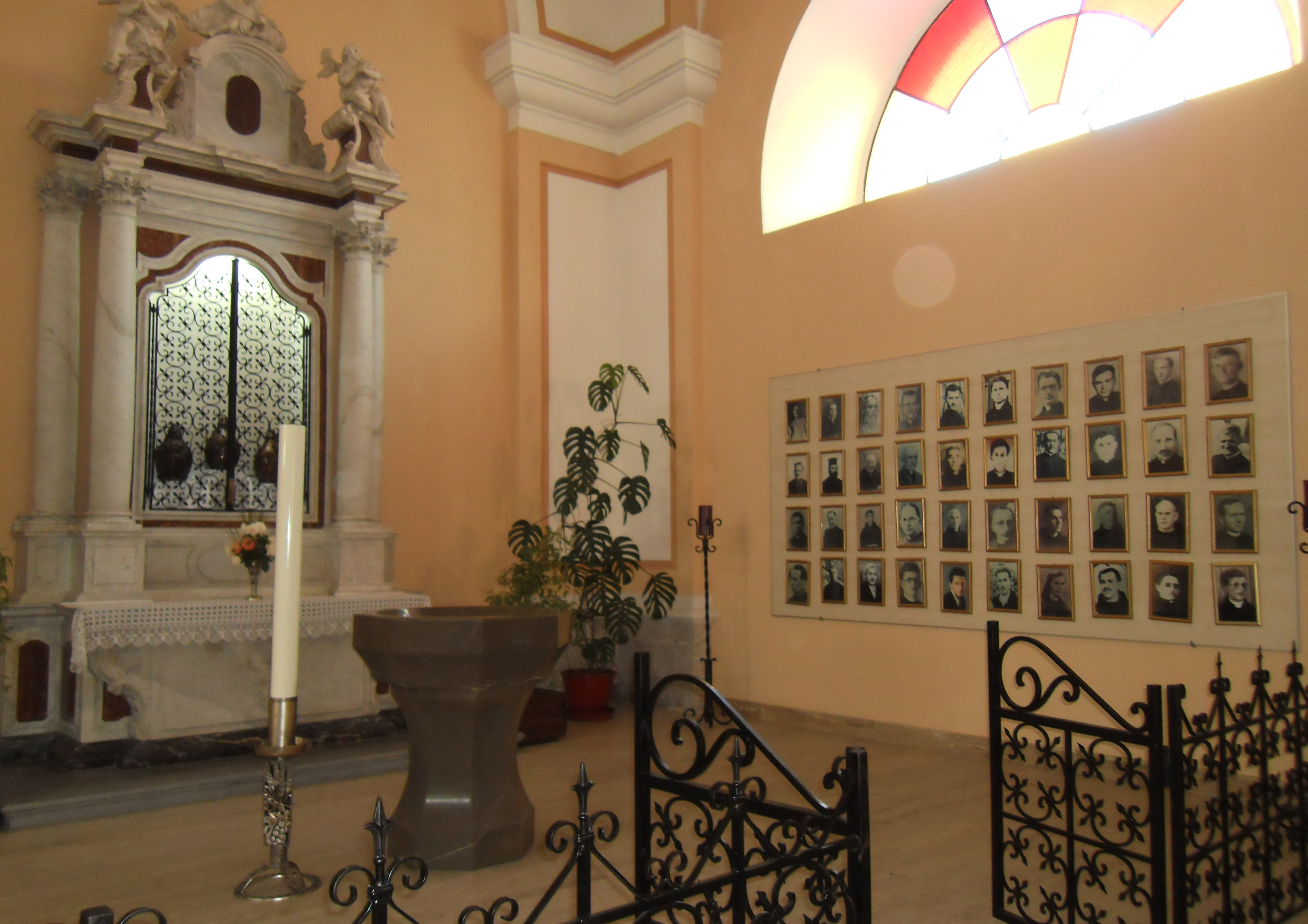
Chapelle latérale des Saints Martyrs albanais du communisme.